# Parti pour le Kokoro japonais
Le parti pour le Kokoro japonais[réf. nécessaire] (日本のこころ, Nippon no kokoro, litt. « cœur du Japon ») est un parti politique japonais. Il a été formé en tant que parti pour les générations futures (次世代の党, Jisedai no tō) le 1er août 2014 par un groupe de membres de la Diète dirigé par Shintarō Ishihara. Le parti adopte son nom actuel en décembre 2015,. Il disparait en novembre 2018, après le départ de son dernier parlementaire pour le PLD[réf. souhaitée].

## Histoire

### Formation
L'association pour la restauration du Japon a été formé en 2012 et était dirigé par Tōru Hashimoto et Ishihara. En mai 2014, Hashimoto et Ishihara ont annoncé que le parti avait accepté de se séparer en raison d'un désaccord sur une fusion avec un autre parti de l'opposition, le parti de l'unité. La faction de Shihara a quitté l'association pour la restauration du Japon pour former le Parti pour les générations futures, qui s'est enregistré comme tel le 1er août 2014. Takeo Hiranuma a été choisi comme chef du parti et il a nommé Hiroshi Yamada au poste de secrétaire général et Ishihara au poste de conseiller principal. 

### Parti pour les générations futures (2014-2015)
Le parti a essuyé une défaite lors de la 47e élection générale en décembre 2014, passant de 19 sièges à la Chambre des représentants à seulement deux, avec Hiranuma et le conseiller du parti Hiroyuki Sonoda, les deux seuls candidats sur 48 à remporter un siège. Ishihara, Yamada et le président du comité des politiques, Hiroshi Nakada, ont perdu leur siège. Le parti obtient 2,65% lors du vote de la représentation proportionnelle, passant de justesse les 2% requis pour assurer son maintien en tant que parti officiel au sein de la Diète. Shihara annonce sa retraite de la politique deux jours après les élections.

### Parti pour le Kokoro japonais (2015-)
À la suite de la défection de Hiranuma et Sonoda du parti au LDP, Kyoko Nakayama a été élu sans opposition à la tête du parti le 28 août 2015 et a officiellement commencé un mandat de deux ans à partir du 1er octobre. Le secrétaire général Shigefumi Matsuzawa avait initialement l'intention de contester le vote des dirigeants et de maintenir la position « impartiale » du parti à l'égard du parti au pouvoir LDP, par opposition à Nakayama voulant travailler avec le gouvernement. Plutôt que de forcer un vote qui diviserait le parti, Matsuzawa a plutôt choisi de démissionner et de siéger en tant qu'indépendant ; cette démission a été acceptée lors de la réunion du 28 août et Masamune Wada l'a remplacé en tant que Secrétaire général.

## Politique
Les politiques sont « un mélange de politiques de sécurité conservatrices, de lois d'immigration plus strictes et de défense des valeurs traditionnelles d'une part, et de « libéralisme » dans les domaines économiques d'autre part, comme la poursuite d'une réforme réglementaire ».

## Membres
Au moment du changement de nom de la partie en décembre 2015, il y avait cinq membres à la Chambre des conseillers de la Diète nationale. Katsuhiko Eguchi s'est opposé au changement de nom et a rejoint Nippon ishin no kai, laissant le parti avec quatre membres au parlement national. En avril 2016, Kazuyuki Hamada, le seul membre du parti à être réélu lors de l'élection de la Chambre des conseillers de l'été 2016, a démissionné du parti pour rejoindre Nippon ishin no kai. En novembre 2016, Wada a quitté le parti et rejoint le groupe parlementaire du PLD au sein de la Chambre des conseillers, mais n'a pas officiellement rejoint le PLD.
En octobre 2015, le parti comptait huit membres supplémentaires dans les assemblées régionales.